# Parc Bazilescu (métro de Bucarest)
Parc Bazilescu est une station de métro roumaine de la ligne M4 du métro de Bucarest. Elle est située sur le boulevard Bucureștii Noi, dans le quartier Pajura, Sector 1 de la ville de Bucarest.
Elle est mise en service en 2011.
Exploitée par Metrorex elle est desservie par les rames de la ligne M4 qui circulent quotidiennement entre 5 h 0 et 23 h 0 (heure de départ des terminus). Des arrêts d'autobus sont à proximité.

## Situation sur le réseau
Établie en souterrain, la station Parc Bazilescu est le terminus provisoire de la ligne M4 du métro de Bucarest, après la station Jiului, en direction de Gara de Nord.

## Histoire
La station (terminus provisoire) « Parc Bazilescu » est mise en service le 1er juillet 2011, lors de l'ouverture à l'exploitation du prolongement depuis la station 1er mai,.

## Service des voyageurs

### Accueil
La station dispose de deux bouches sur le boulevard Bucureștii Noi. Des escaliers, ou des ascenseurs pour les personnes à mobilité réduite, permettent de rejoindre la salle des guichets et des automates pour l'achat des titres de transport (un ticket est utilisable pour un voyage sur l'ensemble du réseau métropolitain).

### Desserte
À la station terminus Parc Bazilescu la desserte quotidienne débute avec le départ de la première rame à 5 h 0 et se termine avec l'arrivée de la dernière rame, partie du terminus le plus éloigné à 23 h 0.

### Intermodalité
Des arrêts de transports en commun sont situés à proximité : bus (lignes 112, 460 Bis, 697 et N117).